# HD 69149
HD 69149，又名BD+54 1215，SAO 26760、HR 3246，是一颗恒星，视星等为6.27，位于銀經164.09，銀緯34.22，其B1900.0坐标为赤經8h 10m 33.8s，赤緯+54° 34.22′ 10″。